# Gabriela Moser

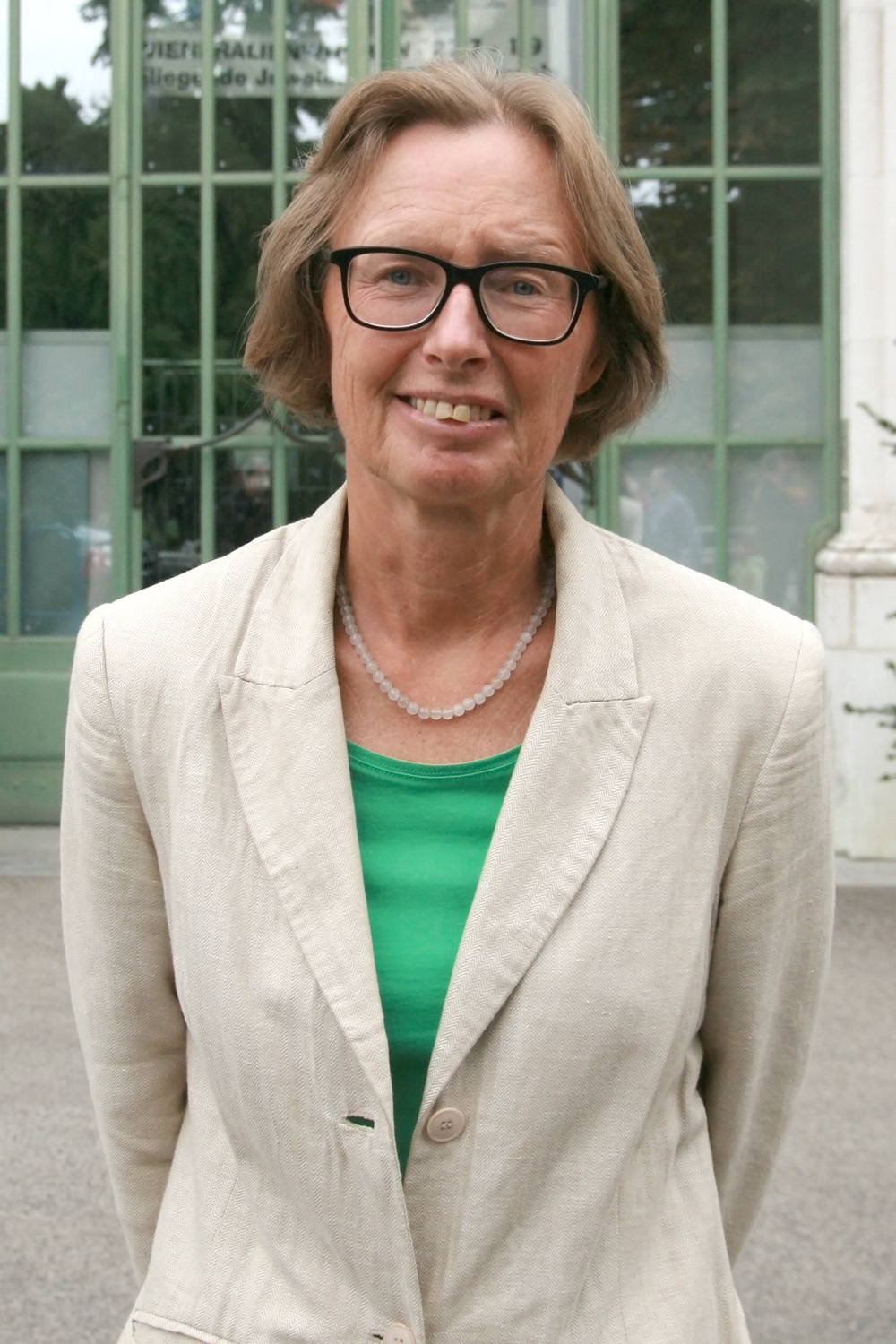
Gabriela Moser (2013)

Gabriela Moser (* 28. Juli 1954 in Linz; † 12. März 2019 ebenda) war eine österreichische Gymnasiallehrerin und Politikerin (Grüne). Sie war von November 1994 bis Jänner 1996 und von November 1997 bis November 2017 Abgeordnete zum Nationalrat. Moser war zudem Bauten-, Verkehrs- und Konsumentenschutzsprecherin der Grünen. Zuletzt war Moser im Vorstand der Parteiakademie der Liste Peter Pilz. Sie wurde am Urnenhain Linz-Urfahr beerdigt.

## Ausbildung
Gabriela Moser besuchte von 1960 bis 1964 die Volksschule und absolvierte zwischen 1964 und 1972 eine Allgemeinbildende höhere Schule. Im Anschluss begann sie ihr Studium der Geschichte und Germanistik an der Universität Salzburg, das sie 1978 mit dem Titel Mag. phil. bzw. 1997 mit dem Titel Dr. phil. abschloss.

## Beruflicher Werdegang
Nach ihrem Studium arbeitete Gabriela Moser 1978 bis 1997 als AHS-Lehrerin für Deutsch und Geschichte am Akademischen Gymnasium in Linz. Nach ihrem Ausscheiden als Nationalratsabgeordnete war sie ab 2017 wieder an dieser Schule tätig.

## Politische Laufbahn

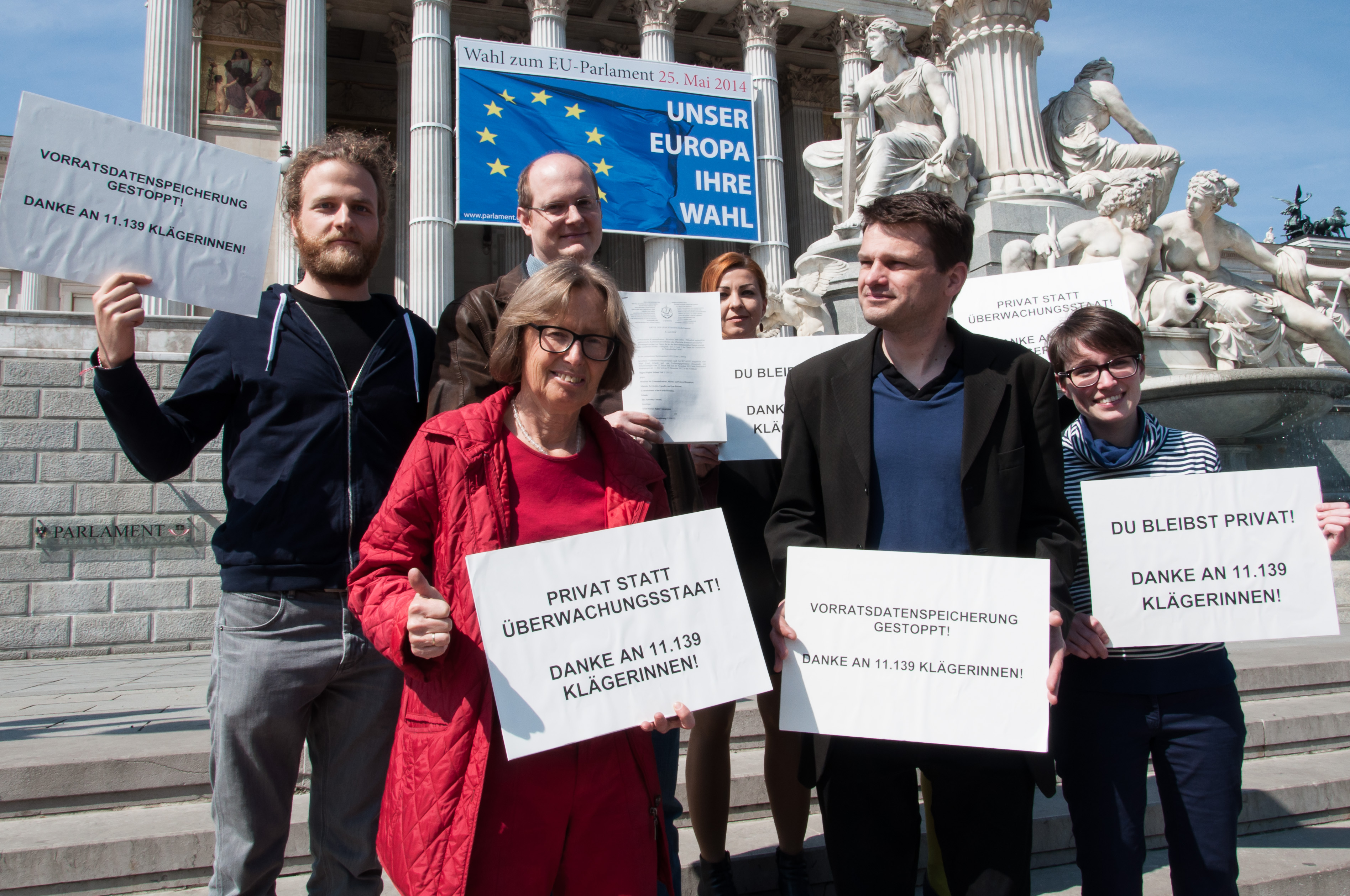
Moser bei einem Protest gegen die Vorratsdatenspeicherung im Vorfeld der Europawahl 2014

Moser begann ihre politische Laufbahn, motiviert durch den Kampf gegen die Luftverschmutzung in ihrer Heimatstadt, im Linzer Gemeinderat. Dort vertrat sie die Linzer Grünen zwischen 1985 und 1991 und war gleichzeitig Fraktionsführerin. Als Mitgründerin der Grünen in Österreich war sie ab 1991 Mitglied des oberösterreichischen Landesparteivorstandes und von 1996 bis 1997 auch Mitglied im Bundesvorstand. Nach der Nationalratswahl in Österreich 1994 wurde sie erstmals Abgeordnete zum Nationalrat und war Gesundheitssprecherin ihrer Fraktion, schied nach der Wahl 1995 zunächst wieder aus und übernahm ab 1997 erneut ein Mandat, das sie bis 2017 innehatte.
Als Abgeordnete war sie wiederholt maßgeblich an der Aufdeckung von Missständen in der öffentlichen Verwaltung und bei staatsnahen Unternehmen beteiligt, darunter der Bauskandal um das Projekt Skylink bei der Erweiterung des Flughafens Wien-Schwechat und Spekulationsgeschäfte der ÖBB. Im Zuge der BUWOG-Affäre brachte sie durch eine parlamentarische Anfrage die Telefonprotokolle von Gesprächen und Absprachen zwischen dem vormaligen Finanzminister Karl-Heinz Grasser, dem Lobbyisten und Ex-FPÖ-Politiker Walter Meischberger und Immobilienmakler Ernst Karl Plech an die Öffentlichkeit. Die Aufdeckungen rund um die Privatisierung der BUWOG in der Zeit Grassers als Finanzminister (Bundesregierung Schüssel I und II) führten 2011 mit zur Einsetzung eines parlamentarischen Untersuchungsausschusses (Untersuchungsausschuss zur Klärung von Korruptionsvorwürfen), den Moser ab 18. November als Obfrau leitete. Als sich ab Mitte 2012 abzeichnete, dass die damaligen Regierungsparteien SPÖ und ÖVP (Bundesregierung Faymann I) sowie das BZÖ im Untersuchungsausschuss entgegen der Ansicht Mosers bestimmte Themenbereiche nicht weiter behandeln wollten und die Arbeit so blockiert wurde, legte sie den Vorsitz am 18. September 2012 zurück. Auf Antrag von SPÖ und ÖVP wurde der Untersuchungsausschuss kurz darauf, am 16. Oktober 2012, beendet.
Grasser klagte, nachdem Moser ihn im Rahmen des parlamentarischen Untersuchungsausschusses beschuldigt hatte, er würde bestimmte Unternehmen bei Steuerprüfungen begünstigen, und diese Aussage später in einer ORF-Sendung wiederholte. Am 9. Juli 2013 erging das rechtskräftige Urteil, wonach sie diese Behauptungen sowie die Bezeichnung Grassers als „Schutzpatron der Steuersünder“ öffentlich zu widerrufen und die Prozesskosten zu tragen hatte.
Nach der Nationalratswahl in Österreich 2017, bei der die Grünen kein Nationalratsmandat erreichten, war sie am Aufbau der Parteiakademie der vor der Wahl auf Initiative des vormaligen langjährigen Parteikollegen bei den Grünen Peter Pilz gegründeten Liste Peter Pilz beteiligt.
Gabriela Moser ist am Urnenhain Urfahr bestattet. 2023 wurde von der Grünen Bildungswerkstatt Oberösterreich erstmals der nach ihr benannte Gabi-Moser-Forschungspreis vergeben.

## Auszeichnungen
- 2005: Großes Goldenes Ehrenzeichen für Verdienste um die Republik Österreich[11]